# César Sebba
César Augusto Sebba (Goiânia, 27 de setembro de 1945), mais conhecido como César ou César Sebba, é um empresário e ex-jogador de basquete brasileiro que atuava como ala. Defendeu os quatro grandes clubes do Rio de Janeiro e atuou pela Seleção Brasileira no Campeonato Mundial de 1967.

## Carreira
Natural de Goiânia, César iniciou no basquete como jogador do Jóquei Clube da cidade em 1959, transferindo-se para o C.R. Anapolino três anos depois. Em 1964, mudou-se para o Rio de Janeiro para jogar no Flamengo, onde sagrou-se campeão estadual. Na temporada seguinte, defendeu o Vasco da Gama, conquistando mais uma vez o Campeonato Carioca.
Em 1966, transferiu-se para o Botafogo. No alvinegro, foi três vezes campeão carioca e conquistou também a Taça Brasil de 1967, o primeiro título nacional de um clube carioca no basquete. Na última partida do torneio, contra o Corinthians, César foi o cestinha do confronto com 23 pontos. Nas temporadas de 1970 e 1971, foi bicampeão carioca com o Fluminense. Em 1973, voltou a levantar o troféu da Taça Brasil, dessa vez pelo Vila Nova, o único título brasileiro de um clube goiano na modalidade.

### Seleção Brasileira
Pela Seleção Brasileira, marcou 101 pontos em 18 partidas oficiais. Foi medalhista de bronze no Campeonato Mundial de 1967 e duas vezes vice-campeão do Campeonato Sul-Americano.

## Títulos
Flamengo
- Campeonato Carioca: 1964

Vasco da Gama
- Campeonato Carioca: 1965

Botafogo
- Campeonato Brasileiro: 1967
- Campeonato Carioca: 1966, 1967 e 1968

Fluminense
- Campeonato Carioca: 1970 e 1971

Vila Nova
- Campeonato Brasileiro: 1973